# Język estremadurski
Język estremadurski, estremeñu – język zachodnioromański, używany przez około 200 tysięcy osób w hiszpańskich prowincjach Extremadura, Salamanca i przyległych regionach Portugalii.

## Tabela porównawcza
| Łacina   | Włoski   | Francuski | Hiszpański     | Portugalski | Estremadurski  | Polski     |
| -------- | -------- | --------- | -------------- | ----------- | -------------- | ---------- |
| altum    | alto     | haut      | alto           | alto        | artu           | wysoki     |
| quasi    | quasi    | presque   | casi           | quase       | cuasi, abati   | prawie     |
| dicere   | dire     | dire      | decir [de'θir] | dizer       | izil [i'ðil]   | powiedzieć |
| facere   | fare     | faire     | hacer [a'θer]  | fazer       | hazel [ha'ðel] | robić      |
| focum    | fuoco    | feu       | fuego          | fogo        | huegu          | ogień      |
| flammam  | fiamma   | flamme    | llama          | chama       | flama          | płomień    |
| legere   | leggere  | lire      | leer           | ler         | leyel          | czytać     |
| linguam  | lingua   | langue    | lengua         | língua      | luenga         | język      |
| lumbum   | lombo    | lombe     | lomo           | lombo       | lombu          | lędźwie    |
| matrem   | madre    | mère      | madre          | mãe         | mairi          | matka      |
| mirulum  | merlo    | merle     | mirlo          | melro       | mielra         | kos        |
| mostrare | mostrare | montrer   | mostrar        | mostrar     | muestral       | pokazywać  |
| nostrum  | nostro   | notre     | nuestro        | nosso       | muestru        | nasz       |
| tossem   | tosse    | toux      | tos            | tosse       | tossi          | kaszel     |